# Ausschließliche Wirtschaftszone Deutschlands

Karte der Ausschließlichen Wirtschaftszone Deutschlands in Nord- und Ostsee mit den darin ausgewiesenen Meeresschutzgebieten (grün)

Die Ausschließliche Wirtschaftszone Deutschlands (AWZ) ist ein Begriff aus dem Seevölkerrecht und umfasst die Gewässer in Nord- und Ostsee, die sich seewärts der 12 Seemeilen-Grenze bis maximal 200 Seemeilen Entfernung zur deutschen Küste erstrecken. Das Gebiet in der Nordsee wird auch als Entenschnabel bezeichnet. Die AWZ ist im Wesentlichen mit dem sogenannten deutschen Festlandsockel (Schelf) identisch. 

## Seerechtliche Bedeutung
Innerhalb der AWZ kann die Bundesrepublik Deutschland die in Teil V des Seerechtsübereinkommens der Vereinten Nationen (Art. 55 bis 75 SRÜ) festgelegten souveränen Rechte ausüben. Dazu zählen neben der Bewirtschaftung auch die wissenschaftliche Erforschung (Meereskunde) und der Meeresschutz.
Die Bundesrepublik Deutschland setzte die Gültigkeit der Konvention mit Wirkung zum 1. Januar 1995 in Kraft und erklärte die Errichtung einer deutschen Ausschließlichen Wirtschaftszone (AWZ) in Nord- und Ostsee. Zu den relevanten deutschen gesetzlichen Bestimmungen, die innerhalb der ausschließlichen Wirtschaftszone anwendbar sind, gehörten das Seeaufgabengesetz aus dem Jahr 1965 (ersetzt durch die Seeanlagenverordnung 1997 bzw. das Seeanlagengesetz 2017), das Bundesberggesetz, das Raumordnungsgesetz sowie das Geologiedatengesetz.
Die deutsche AWZ hat eine Fläche von 32.982 km². Etwa 71 % der AWZ umfassen das gesamte deutsche Nordseegebiet und etwa 29 % des gesamten deutschen Ostseegebietes.
Ausgelöst durch das Genehmigungsverfahren für geplante Offshore-Windparks trat am 26. September 2009 ein vom Bundesministerium für Verkehr erlassener Raumordnungsplan für den Nordseebereich in Kraft, ein ebensolcher für den deutlich kleineren Ostseebereich am 19. Dezember 2009. Für die deutsche ausschließliche Wirtschaftszone wurden der EU-Kommission zehn Natura 2000-Gebiete gemeldet. Der vom Bundesinnenministerium (Kabinett Merkel IV) beschlossene und seit dem 1. September 2021 geltende Raumordnungsplan legt die Nutzung der deutschen AWZ in Nord- und Ostsee für die nächsten Jahrzehnte fest.

## Nationale Meeresschutzgebiete
In der deutschen AWZ wurden als nationale Meeresschutzgebiete ausgewiesen:
- Borkum-Riffgrund
- Doggerbank
- Sylter Außenriff – Östliche Deutsche Bucht
- Fehmarnbelt
- Kadetrinne
- Pommersche Bucht – Rönnebank